# Radmila Hrustanović
Radmila Hrustanović   (Belgrad, 25 de novembre de 1952) és una política i diplomàtica sèrbia. Va ser l'alcaldessa de la capital de Sèrbia, Belgrad.